# Saint-Christophe-sur-Roc
Saint-Christophe-sur-Roc è un comune francese di 603 abitanti situato nel dipartimento delle Deux-Sèvres nella regione della Nuova Aquitania.

## Società

### Evoluzione demografica
Abitanti censiti